# Polyrhachis hirsuta
Polyrhachis hirsuta é uma espécie de formiga do gênero Polyrhachis, pertencente à subfamília Formicinae.